# Thomas de Maizière
Karl Ernst Thomas de Maizière (Bonn, 21 de enero de 1954) es un político alemán de la Unión Demócrata Cristiana de Alemania (CDU), quien desempeñó como Ministro del Interior desde el 17 de diciembre de 2013 hasta el 14 de marzo de 2018 como parte del tercer gabinete de la canciller Angela Merkel. Es una de las personas de confianza de Merkel, fue Jefe de la Cancillería Federal y ministro Federal de Asuntos Especiales en el primer gabinete de la canciller, desde el 2005 al 2009. Fue ministro del Interior desde 2009 a 2011 y Ministro de Defensa desde el año 2011 al 2013.
Junto con Wolfgang Schäuble y Ursula von der Leyen, Maizière es uno de los tres ministros que acompañaron continuamente a Angela Merkel en su gabinete desde que asumió su cargo en el 2005. Junto con Ursula von der Leyen, Maizière ha sido considerado posible sucesor de Angela Merkel.
Antes de su nombramiento en el gabinete federal, Maizière prestó servicios como ministro en el gobierno de Sajonia, como jefe de Gabinete, ministro de Finanzas, y ministro de Justicia.

## Origen y educación
Maizière nació en Bonn, hijo del Inspector general del Ejército, Ulrich de Maizière.
Se graduó en el Aloisiuskolleg en Bonn y estudió Derecho e Historia en la Universidad Westfällische Wilhelms en Münster y en la Universidad de Freiburg, aprobó su primer examen de Derecho en el año 1979 y su segundo examen en 1982, obteniendo el título de Doctor en Derecho ( Dr. Jur.) en 1986.
Pertenece a la noble familia de Maizières-lès-Metz, la cual como los hugonotes, tuvo que abandonar Francia para pedir asilo en Prusia a fines del siglo XVII. La familia de Maizière asistió a escuelas francesas e iglesias hugonotes en Berlín hasta principios del siglo XX. Su primo Lothar de Maizière es también político de la Unión Demócrata Cristiana de Alemania (CDU) y fue el último, y el único primer ministro elegido democráticamente en la República Democrática Alemana, posteriormente fue ministro Federal de Asuntos Especiales en el gobierno de Kohl.

## Carrera política

### Principios de su carrera política
Maizière trabajó para los alcaldes de Berlín Oeste, Baron Richard von Weizsäcker y Eberhard Diepgen, antes de formar parte del equipo de Alemania Occidental en las negociaciones para la reunificación de Alemania. Después de 1990 colaboró para el restablecimiento de las estructuras democráticas en los estados que formaron parte de la antigua República Democrática Alemana. Asumió como Secretario de Estado en el Ministerio de Cultura de Mecklenburg-Vorpommern en noviembre de 1990. Desde diciembre de 1994 al 1998, fue Jefe de Gabinete de la Cancillería de Mecklenburg-Vorpommern.
Se desempeñó como Jefe del Gabinete de Sajonia desde 1999 hasta el 2001, con el cargo de ministro de Gabinete. Como Jefe de Gabinete de Kurt Biedenkopf, colaboró en las negociaciones del Pacto Solidario diseñado para la financiación de la reconstrucción de Alemania del Este. Desde el 2001 al 2002, fue ministro de Finanzas de Sajonia, desde el 2002 al 2004 ministro de Justicia, y desde el 2004 al 2005 ministro del Interior.

### Jefe de Gabinete de la Cancillería Federal
El 17 de octubre de 2005, Maizière fue nombrado miembro del gobierno federal como Jefe de la Cancillería Federal y ministro Federal de Asuntos Especiales en el gabinete de Angela Merkel. Asumió su cargo el 22 de noviembre de 2005, después de la elección de Merkel el 22 de noviembre de 2005 como canciller del Parlamento. En sus facultades como Jefe de Gabinete, también fue presidente adjunto del Instituto Alemán de Asuntos Internacionales y de Seguridad. 
Entre el 2007 y el 2009, de Maizière fue uno de los 32 miembros de la segunda comisión para la modernización para el estado federal, que fue establecido para reformar la división de poderes entre el estado federal y estatal en Alemania. Es doctor en Derecho, casado y tiene tres hijos.
Thomas de Maizière sucedió a Karl-Theodor zu Guttenberg, como ministro de Defensa de Alemania. El  3 de marzo de 2011 fue sucedió Ursula von der Leyen en este ministerior, pasando, con posterioridad a desempeñarse como Ministro del Interior en el Tercer Gabinete Merkel.

### Ministro del Interior, 2009-2011
En las negociaciones para formar la coalición gubernamental después de las elecciones federales del 2009, Maizière lideró la delegación de la CDU/CSU en el grupo de trabajo para la planificiación de impuestos, presupuesto nacional, y política financiera; con Hermann Otto Solms del FDP como coordinador adjunto. Después de la formación del segundo gabinete de Merkel, Maizière asumió como Ministro del Interior.
Como ministro del Interior, Maizière minimizó las preocupaciones por el tema de la seguridad en Alemania, pero abruptamente cambió su curso a fines del 2010, dando alarma sobre indicios de atentados terroristas en Europa y en los Estados Unidos. En julio del 2010 proscribió la Organización de Ayuda Humanitaria Internacional (IHH), una organización de caridad registrada en Frankfurt, por sus contactos con la organización militar palestina de los Hamás, argumentando que, bajo el encubrimiento de ayuda humanitaria, apoyaron asociaciones con base en la franja de Gaza relacionadas con los Hamás, por un largo período de tiempo y con una considerable ayuda económica.
El mismo mes, Maizière anunció que Alemania asumiría el control y liberaría a dos prisioneros del campo de detención Centro de detención de Guantánamo.
En octubre del 2010, Maizière y el ministro de Transporte Peter Ramsauer prohibieron el arribo de todas las cargas aéreas provenientes de Yemen, después de que las autoridades alemanas habían sido prevenidas por los servicios de inteligencia extranjera de que había explosivos dentro de un paquete destinado al aeropuerto Colonia Bonn.

### Ministro de Defensa, 2011-13

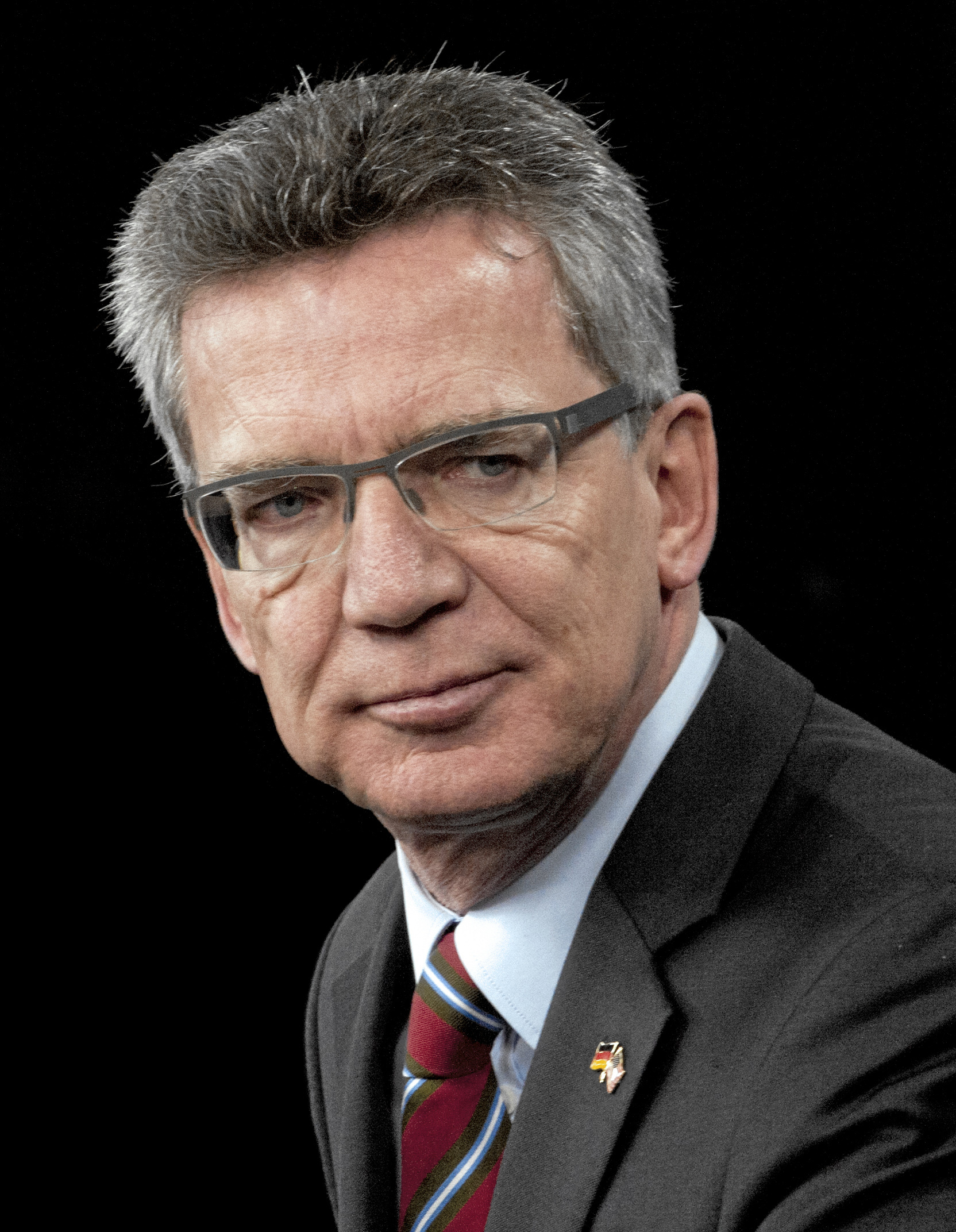
Maizière como ministro de Defensa en una conferencia de prensa en el año 2012

En marzo del 2011, Merkel anunció que Maizière iba a reemplazar a Guttenberg, el ministro de Defensa que había renunciado a su puesto el día anterior. El 3 de marzo, Maizière fue oficialmente elegido para este cargo. Ocupó el Ministerio de Defensa hasta el 17 de diciembre de 2013.
Maizière provocó una gran agitación en el ámbito militar, cuando anunció en el 2011 su plan de reducir el número de tropas y la burocracia dentro del Ministerio de Defensa. Con estas propuestas, la Armada sería convertida en una fuerza profesional.
El 7 de junio de 2011, Maizière asistió a una cena oficial auspiciada por el ganador del Premio Nobel de la Paz-Barack Obama en honor a la canciller Angela Merkel en la Casa Blanca.
En una entrevista al periódico alemán Frankfurter Allgemeine Zeitung en el año 2012, Maizière dijo que un ataque de las fuerzas militares israelíes a las plantas nucleares de Irán es "poco probable" y agregó que, en caso de que ocurriera, causaría un daño político importante. Durante un encuentro en Berlín en marzo del 2012, Maizière advirtió al Ministro de Defensa de Israel Ehud Barak su posición en contra de un ataque contra Irán, sumándose a otros países occidentales que ejercieron presión internacional sobre Israel para prevenir un ataque a las plantas nucleares de Irán.
En el 2012, Maizière le dijo a un grupo de soldados de reserva que consideraba la estrategia americana de usar drones para asesinatos selectivos como un "error estratégico". Según el programa de noticias en línea del canal de televisión ARD, Maizière afirmó que no sería correcto que los comandantes americanos dirigieran tales ataques desde las bases en los Estados Unidos.

### Ministro del Interior, 2014-2018
En las negociaciones para formar el gobierno, tras las elecciones federales del 2013, Maizière lideró el grupo de trabajo de la CDU/CSU sobre asuntos extranjeros, defensa, y cooperación para el desarrollo; su copresidente fue Frank-Walter Steinmeier del Partido Socialdemócrata Alemán (SPD). El 17 de diciembre de 2013, fue designado ministro del Interior por segunda vez.
El 23 de febrero de 2014 el periódico Bild am Sonntag informó que Maizière y otros miembros del gobierno, como así empresarios destacados, estaban bajo vigilancia de la Agencia de Seguridad Nacional (en inglés: National Security Agency, también conocida como NSA). El periódico publicó que un oficial de la NSA reveló que los Estados Unidos estaban particularmente interesados en el ministro del Interior "porque es un asesor cercano a la canciller Angela Merkel", quien busca su asesoramiento en diferentes temas. También se especula que Maizière estaría promocionando su candidatura para el puesto de Secretario General de la Organización del Tratado del Atlántico Norte (OTAN), en inglés: North Atlantic Treaty Organization (NATO). Desde principios del 2015, la oposición de izquierda y periodistas de diferentes medios de comunicación habían criticado en reiteradas ocasiones a Maizière sobre sus servicios como Jefe de Gabinete desde el 2005 al 2009, y su conocimiento de que el Servicio de Inteligencia Federal de Alemania (en alemán, Bundesnachrichtendienst, abreviado BND) cooperó con las agencias norteamericanas en el espionaje de empresas europeas, como por ejemplo, la fábrica de aviones Airbus.
A fines del 2014, Maizière propuso una ley a través de cual el gobierno tendría el poder de sacarles los documentos de identidad a potenciales terroristas extranjeros y reemplazarlos con otro tipo de identificación; de esta manera se podría prevenir a las entidades gubernamentales sobre el posible abandono de estas personas del país para unirse a grupos del Estado Islámico en Irak o en Siria. En mayo del 2015, prohibió el Yuruyus, in periódico terrorista de izquierda del grupo extremista turco DHKP-C, y le ordenó a su ministerio que realizara allanamientos en conexión con esta prohibición.
A fines del 2015, en medio de la gran crisis de migración europea, Maizière exigió a Europa poner un límite al número de refugiados que recibe y recibir solo a aquellos que tengan más necesidad de protección. Sus opositores criticaron a Maizière por no conseguir suficiente personal y presupuesto de la Oficina Federal de Migración y Refugiados ( en alemán Bundesamt für Migration und Flüchtlinge (BAMF), que dependía de su ministerio. A pesar de las reiteradas advertencias de los estados alemanes a la agencia de que esta oficina estaba saturada por las solicitudes de asilo. En un esfuerzo para detectar las identidades de los migrantes llegados de Siria, Afganistán y otros puntos, de Maizière introdujo documentos de identificación para refugiados.
En el 2016, Maizière prohibió el grupo neonazi "White Wolves Terror Crew" (WWT) después de una serie de allanamientos a 15 propiedades en el país tras la creciente preocupación por el incremento de la extrema derecha alemana tras la afluencia de más de un millón de migrantes el año anterior.

## Otras actividades
- Asamblea de la Iglesia Alemana Evangélica, Miembro del Presídium
- Foro Alemán para la Prevención de Crímenes (DFK), Miembro de la Junta de Fideocomisarios
- Memoria a los Judíos muertos en Europa, Miembro de la Junta de Fideocomisarios
- Festival de Moritzburg, Miembro de la Junta de Fideocomisarios
- Comité Nacional Paralímpico Alemán, Miembro de la Junta de Fideocomisarios
- Fundación para la Seguridad en el Ski (SIS), Miembro de la Junta de Fideocomisarios

## Reconocimientos
- Caballero de la Gran Cruz de la Orden de Mérito de la República de Italia (2006)
- Orden de Mérito Real de Noruega (2007)
- Gran Cruz de la Orden de Mérito (2009)

## Vida privada
Maizière está casado con Martina de Maizière, con quien tiene 3 hijos.